# کشف عناصر شیمیایی

## جدول
| رنگ پس‌زمینه سن کشف را نشان می‌دهد:                                        |                                   |                                 | |                                                |                                                                                           |                       |
| روزگار باستان تا قرون وسطی                                               | قرون وسطی–۱۷۹۹                    | ۱۸۰۰–۱۸۴۹                       | ۱۸۵۰–۱۸۹۹ | ۱۹۰۰–۱۹۴۹                                      | ۱۹۵۰–۱۹۹۹                                                                                 | تا ۲۰۰۰               |
| (۱۲ عنصر) روزگار باستان تا قرون وسطی: تا قرون وسطی اکتشاف‌ها ثبت نشده‌است. | (۲۲ عنصر) اکتشافات در عصر روشنگری | (۲۵ عنصر) انقلابات علمی و صنعتی | (۲۴ عنصر) عصر طبقه‌بندی عناصر; استفاده از تکنیک‌های تجزیه و تحلیل طیف: بیسبودرن، روبرت بونزن، ویلیام کروکز، کیرشهف و دیگران | (۱۴ عنصر) توسعه تئوری کوانتوم و مکانیک کوانتوم | (۱۶ عنصر) بعد از پروژه منهتن، سنتز اعداد اتمی ۹۸ و بالاتر (برخورددهنده‌ها، روش‌های بمباران) | (۵ عنصر) سنتزهای اخیر |

| رنگ عدد اتمی فازهای ماده را (در شرایط استاندارد دما و فشار) نشان می‌دهد: | black=جامد | green=مایع | red=گاز | grey=Unknown |  |

| کناره فراوانی طبیعی عنصر را نشان می‌دهد: | دیرینه | از واپاشی | مصنوعی |  |

| رنگ پس‌زمینه سن کشف را نشان می‌دهد:                                        |                                   |                                 | |                                                |                                                                                           |                       |
| روزگار باستان تا قرون وسطی                                               | قرون وسطی–۱۷۹۹                    | ۱۸۰۰–۱۸۴۹                       | ۱۸۵۰–۱۸۹۹ | ۱۹۰۰–۱۹۴۹                                      | ۱۹۵۰–۱۹۹۹                                                                                 | تا ۲۰۰۰               |
| (۱۲ عنصر) روزگار باستان تا قرون وسطی: تا قرون وسطی اکتشاف‌ها ثبت نشده‌است. | (۲۲ عنصر) اکتشافات در عصر روشنگری | (۲۵ عنصر) انقلابات علمی و صنعتی | (۲۴ عنصر) عصر طبقه‌بندی عناصر; استفاده از تکنیک‌های تجزیه و تحلیل طیف: بیسبودرن، روبرت بونزن، ویلیام کروکز، کیرشهف و دیگران | (۱۴ عنصر) توسعه تئوری کوانتوم و مکانیک کوانتوم | (۱۶ عنصر) بعد از پروژه منهتن، سنتز اعداد اتمی ۹۸ و بالاتر (برخورددهنده‌ها، روش‌های بمباران) | (۵ عنصر) سنتزهای اخیر |

| رنگ عدد اتمی فازهای ماده را (در شرایط استاندارد دما و فشار) نشان می‌دهد: | black=جامد | green=مایع | red=گاز | grey=Unknown |  |

| کناره فراوانی طبیعی عنصر را نشان می‌دهد: | دیرینه | از واپاشی | مصنوعی |  |

| سال  | نام عنصر   | نام کاشف               | ملیت                |
| ---- | ---------- | ---------------------- | ------------------- |
| ۱۶۶۹ | فسفر       | گئورگ براندت           | سوئد                |
| ۱۷۶۶ | هیدروژن    | هنری کاوندیش           | بریتانیا            |
| ۱۷۷۱ | فلوئور     | کارل ویلهلم شیله       | سوئد                |
| ۱۷۷۲ | نیتروژن    | دیل راتفورد            |                     |
| ۱۷۷۴ | اکسیژن     | جوزف پریستلی           | انگلستان            |
| ۱۷۷۴ | اکسیژن     | کارل ویلهلم شیله       | سوئد                |
| ۱۷۷۴ | کلر        | کارل ویلهلم شیله       | سوئد                |
| ۱۷۸۹ | اورانیوم   | مارتین هاینریش کلاپروت | آلمان               |
| ۱۷۸۹ | بریلیوم    | لوئی نیکلای واکلن      | فرانسه              |
| ۱۸۰۳ | ایریدیوم   | تنانت اسمیتسن          | انگلستان            |
| ۱۸۰۷ | سدیم       | هامفری دیوی            | انگلستان            |
| ۱۸۰۸ | منیزیوم    | هامفری دیوی            | انگلستان            |
| ۱۸۰۸ | بور        | ژوزف لویی گیلوساک      | فرانسه              |
| ۱۸۱۷ | لیتیوم     | یوهان اگوست آرفدسون    | سوئد                |
| ۱۸۲۳ | سیلیسیوم   | یونس یاکوب برزلیوس     | سوئد                |
| ۱۸۲۵ | آلومینیوم  | هانس کریستین اورستد    | دانمارک             |
| ۱۸۲۸ | توریوم     | یونس یاکوب برزلیوس     | سوئد                |
| ۱۸۶۱ | تالیوم     | سر ویلیام کروکس        | بریتانیا            |
| ۱۸۶۸ | هلیوم      | پیر جانسن              | فرانسه              |
| ۱۸۶۸ | هلیوم      | جوزف نورمن لوکی یر     | بریتانیا            |
| ۱۸۹۸ | نئون       | سر ویلیام رمزی         | بریتانیا            |
| ۱۸۹۸ | رادیوم     | ماری کوری              | لهستان              |
| ۱۸۹۸ | رادیوم     | پیر کوری               | فرانسه              |
| ۱۸۹۸ | پولونیوم   | ماری کوری              | لهستان              |
| ۱۸۹۸ | پولونیوم   | پیر کوری               | فرانسه              |
| ۱۸۹۹ | رادون      | ارنست راترفورد         | نیوزیلند            |
| ۱۹۲۵ | رنیوم      | والتر فریدریش نوداک    |                     |
| ۱۹۴۰ | نپتونیوم   | ادوین متیسون مک میلان  | ایالات متحده آمریکا |
| ۱۹۴۴ | آمریکیم    | گلن سیبورگ             | ایالات متحده آمریکا |
| ۱۹۴۴ | آمریکیم    | رالف جیمز              |                     |
| ۱۹۴۴ | آمریکیم    | لئون مورگان            |                     |
| ۱۹۴۴ | آمریکیم    | آلبرت گیورسو           | ایالات متحده آمریکا |
| ۱۹۴۴ | کوریوم     | گلن سیبورگ             | ایالات متحده آمریکا |
| ۱۹۴۴ | کوریوم     | رالف جیمز              |                     |
| ۱۹۴۴ | کوریوم     | لئون مورگان            |                     |
| ۱۹۴۴ | کوریوم     | آلبرت گیورسو           | ایالات متحده آمریکا |
| ۱۹۴۹ | برکلیوم    | گلن سیبورگ             | ایالات متحده آمریکا |
| ۱۹۴۹ | برکلیوم    | استانلی تامپسون        |                     |
| ۱۹۴۹ | برکلیوم    | آلبرت گیورسو           | ایالات متحده آمریکا |
| ۱۹۵۰ | کالیفرنیوم | گلن سیبورگ             | ایالات متحده آمریکا |
| ۱۹۵۰ | کالیفرنیوم | استانلی تامپسون        |                     |
| ۱۹۵۰ | کالیفرنیوم | آلبرت گیورسو           | ایالات متحده آمریکا |
| ۱۹۵۰ | کالیفرنیوم | کنت استریت             |                     |